# Pat Downey
James Patrick Downey III (Baltimore, 7 de agosto de 1992) é um lutador e lutador de artes marciais mistas profissional norte-americano que compete na divisão peso-médio. Como lutador de wrestling livre, Downey competiu na categoria de 86 kg e foi medalhista nos Jogos Pan-Americanos de 2019 e campeão nacional do US Open de 2019. No wrestling universitário, foi All-American da 1ª Divisão da NCAA em 2016 pela equipe Iowa State Cyclones e campeão da NJCAA pelo Iowa Central Community College.

## Carreira no folkstyle

### Ensino médio
Downey estudou na North County High School e na Loch Raven High School, onde foi atleta de três modalidades, competindo em wrestling escolar, futebol americano e lacrosse. Depois de conquistar o terceiro lugar no campeonato da Maryland Public Secondary Schools Athletic Association [en] (MPSSAA) como calouro, ele venceu o torneio todos os anos seguintes e também conquistou os títulos do NHSCA e do USAW National Championships antes de se formar em 2011. Como jogador de futebol americano, estabeleceu um recorde escolar de total de jardas em um jogo, com 420 jardas totais — sendo 315 jardas de passe e 105 jardas corridas — em seu último ano e foi um dos três quarterbacks pré-universitários de Maryland selecionados para a prestigiosa Super-22 Team. Com problemas legais durante o ensino médio, Downey foi diversas vezes impedido de lutar wrestling e jogar futebol devido a múltiplas acusações criminais.

### Universidade de Nebraska
Após ser convidado por Bobby Douglas para treinar no United States Olympic Training Center, Downey passou a residir e treinar no local. Durante sua estadia, conheceu o medalhista de ouro olímpico e ex-aluno da Universidade de Nebraska, Jordan Burroughs, que teve grande influência em seu recrutamento. Ele foi aceito pela equipe Nebraska Cornhuskers e deveria ingressar na Universidade de Nebraska, mas, aos 21 anos recém-completos, acabou se desviando dos treinos devido a festas. Isso levou o treinador principal Mark Manning a cortá-lo da equipe, sugerindo que ele iniciasse uma carreira no MMA após quebrar o polegar em uma briga de rua.

### Iowa Central Community College
Após seu período malsucedido na UNL, Downey ingressou no Iowa Central Community College, uma instituição de nível National Junior College Athletic Association [en] (NJCAA). Como calouro redshirt competindo na categoria até 89 kg, manteve um cartel invicto e conquistou o título da NJCAA em 2015 (ajudando os Tritons a alcançarem o campeonato por equipes). Ele também obteve um cartel de 10–1 contra competidores da NCAA Division I, registrando vitórias notáveis sobre atletas dos Hawkeyes, Cornhuskers, Quakers, Sun Devils, entre outros.

### Iowa State University
Após colocar sua vida de volta nos trilhos, Downey recebeu duas opções: Iowa State University e University of Iowa. Ele acabou escolhendo vestir as cores cardinal e dourado da equipe Cyclones, afirmando que alguns dos fatores para sua decisão foram suas conexões com os treinadores Kevin Jackson e Trent e Travis Paulson, além de sua preferência pelos companheiros de equipe. Durante sua temporada no segundo ano (2015–16), competiu apenas três vezes e perdeu uma das lutas, mas ainda assim foi o titular na pós-temporada na categoria até 89 kg. Ele ficou em terceiro lugar no campeonato da Big 12 Conference e entrou no campeonato da NCAA sem ser cabeça de chave. Teve um bom desempenho, eliminando vários atletas cabeças de chave e terminando em quinto lugar, conquistando o título de All-American.
No terceiro ano da faculdade, obteve grande sucesso na categoria até 83 kg durante a temporada regular, registrando sete vitórias e nenhuma derrota. Em 23 de fevereiro de 2017, foi anunciado que Downey havia sido expulso da equipe de wrestling devido a "violações repetidas das regras da equipe", segundo o treinador Kevin Jackson. Apesar de algumas conversas sobre uma possível passagem pela equipe dos Iowa Hawkeyes, isso encerrou sua carreira no wrestling universitário, e ele concluiu seu diploma na ISU por meio de cursos online.

## Carreira no wrestling livre

### Nível júnior
Downey foi um destaque no wrestling livre de nível júnior até 2014, ano em que sua elegibilidade para competir nesse nível expirou. Após não conseguir vaga na Equipe Olímpica dos Estados Unidos em 2012, ele integrou a equipe do Campeonato Mundial Júnior e conquistou a medalha de prata no torneio. Ele também foi campeão nacional pela FILA e pela USA Wrestling [en].

### Nível sênior

#### 2011–2016
Ele fez sua estreia em 2011 (logo após sair do ensino médio) nas qualificatórias OTT, tentando vaga na equipe olímpica, mas não teve sucesso após perder na primeira rodada para o futuro campeão do UFC e então campeão da NCAA Divisão II, Kamaru Usman. Ele competiu apenas uma vez entre 2012 e 2013 e retornou em 2014. Nesse ano, venceu o torneio Northern Plains, ficou em sexto lugar no University Nationals e participou do World Team Trials. Um ano depois, competiu no ASICS US Nationals, no Northern Plains e no Bill Farrell Memorial, mas não se classificou, diferente do University Nationals, em que ficou em quarto lugar. Em 2016, disputou apenas uma luta.

## Carreira no estilo livre

### Nível júnior
Downey foi um destaque no estilo livre a nível júnior até 2014, ano em que sua elegibilidade para competir nesse nível expirou. Depois de não conseguir integrar a equipe olímpica dos Estados Unidos em 2012, ele entrou para a equipe do Campeonato Mundial Júnior e conquistou a medalha de prata no Mundial. Ele também foi campeão nacional da FILA e da USAW.

### Nível sênior

#### 2011–2016
Ele fez sua estreia em 2011 (recém-saído do ensino médio) nas seletivas OTT, tentando integrar a equipe olímpica, mas não obteve sucesso após perder na primeira rodada para o futuro campeão do UFC e então campeão da NCAA Divisão II Kamaru Usman. Ele competiu apenas uma vez entre 2012 e 2013 e retornou em 2014. Nesse ano, venceu o torneio Northern Plains, ficou em sexto lugar no University Nationals e participou do World Team Trials. No ano seguinte, competiu no ASICS US Nationals, no Northern Plains e no Bill Farrell Memorial, mas não obteve colocação, ao contrário do University Nationals, em que ficou na quarta colocação. Em 2016, lutou apenas uma vez.

#### 2017–2018
Em 2017, ele retornou ao estilo livre em grande estilo, com um quinto lugar no US Open, o que o classificou para o World Team Trials. No WTT, derrotou o duas vezes All-American e futuro lutador de MMA Kyle Crutchmer, mas perdeu as duas lutas seguintes. Encerrando o ano, conquistou a medalha de bronze no Dave Schultz Memorial Invitational. Em 2018, voltou a subir ao pódio no US Open e, diferentemente do ano anterior, também no World Team Trials.

#### 2019–2020
Downey completou seu melhor ano de competições até então em 2019, conquistando títulos no Dave Schultz Memorial International e no US Open e integrando a equipe do Mundial após derrotar Nick Heflin nas finais do desafio, já que o campeão mundial em título David Taylor não pôde competir no Final X. Após garantir a vaga na equipe, Downey conquistou uma prestigiosa medalha nos Jogos Pan-Americanos e obteve duas vitórias e uma derrota no Campeonato Mundial de 2019. Em seguida, participou de uma superluta contra o renomado grappler de submission Nick Rodriguez, a quem venceu por superioridade técnica, marcando 12 pontos contra zero.
Em 2020, conquistou a medalha de bronze no Matteo Pellicone Ranking Series, na Itália e teve uma breve participação no Grand Prix Golden Ivan Yarygin. Em fevereiro de 2020, Downey participou de um evento especial contra aquele que é frequentemente chamado de “maior grappler de submission de todos os tempos”, Gordon Ryan. O evento consistiu em uma luta de wrestling livre e outra de submission grappling. Na luta de wrestling, Downey venceu Ryan por superioridade técnica em segundos. Já na luta de submission only, Downey foi finalizado por Ryan com um 3/4 nelson.
Downey estava escalado para competir nas Seletivas Olímpicas dos Estados Unidos de 2020, em 4 de abril, em State College, Pensilvânia. No entanto, o evento foi adiado para 2021, assim como os Jogos Olímpicos, devido à pandemia de COVID-19, impedindo que os atletas classificados pudessem competir.
Após o adiamento das seletivas, Downey participou do primeiro evento de wrestling realizado nos Estados Unidos durante a pandemia de COVID-19 nos Estados Unidos, em 28 de junho, no Rumble on the Rooftop. Ele enfrentou o integrante da equipe mundial de luta greco-romana Joe Rau em uma luta de regras mistas, composta por um período com regras de greco-romana e outro de wrestling livre, sem superioridade técnica. Após escolher a greco-romana no primeiro período, Downey ficou em desvantagem de 9 pontos a zero e conseguiu apenas quatro pontos no período de wrestling livre, perdendo o combate por 4–9.

##### Controvérsias
Após diversas publicações no Twitter em que fez comentários sobre a luta greco-romana e a luta olímpica feminina, Downey foi dispensado pelo NJRTC, teve seu contrato encerrado com a Paradigm Sport Management e a Barbarian Appel, além de perder sua vaga no card do evento FloWrestling: Dake vs. Chamizo, onde estava escalado para enfrentar o campeão mundial de 2018 David Taylor, em um período de cinco dias.

#### 2021
Após mais de um ano de inatividade, Downey competiu no Ranking Series Matteo Pellicone 2021 da UWW em 7 de março, na categoria até 92 quilos, onde teve quatro derrotas em quatro lutas. Em abril, disputou as Seletivas Olímpicas dos Estados Unidos, terminando na quarta colocação após duas derrotas e uma vitória.
Downey estava programado para enfrentar o bicampeão nacional do US Open na categoria até 97kg Kyven Gadson em 13 de agosto, em uma luta adaptada de folkstyle no evento Stalemates Street League. No entanto, Downey não compareceu ao evento. Ele também estava inscrito para competir na categoria até 79 quilos no Campeonato Mundial de Seleção dos Estados Unidos de 2021, realizado nos dias 11 e 12 de setembro, mas novamente não compareceu.

## Questões legais
Em novembro de 2009, Downey foi acusado de agressão em primeiro grau, depois que o Departamento de Polícia de Baltimore declarou que ele havia espancado um estudante da Universidade de Towson em um estacionamento. Segundo a polícia, Downey quebrou a mandíbula do estudante e arrancou quatro de seus dentes. Em 4 de junho de 2010, Downey foi novamente acusado de agressão em segundo grau junto com o ex-companheiro de equipe da North County HS, Patrick Carey, após supostamente se envolver em uma briga de rua com dois jogadores de futebol americano da Marinha em uma boate. Downey também foi acusado de agressão e roubo em setembro de 2010, quando foi acusado de agredir um colega de classe que lhe vendeu, a ele e a dois amigos, maconha, após se recusar a pagar. No entanto, as acusações foram retiradas devido a mudanças repetidas no depoimento da vítima.
Após um julgamento realizado em julho de 2011, no qual Downey enfrentava até 35 anos de prisão, ele se declarou culpado pelos crimes cometidos em novembro de 2009, cumprindo seis dias de prisão. Em 2017, Downey comentou sobre sua conduta como estudante do ensino médio:

"Toda aquela persona de bandido de rua que diziam que eu tinha, não havia dúvida sobre isso. Eu não andava com as pessoas certas e não estava vivendo corretamente. Você não recebe três acusações de crime grave de agressão se estiver fazendo tudo certo. Obviamente, eu estava nos lugares errados, nas horas erradas e com as pessoas erradas. Eu mudei minha vida dez vezes mais. Eu precisava mudar para conseguir os resultados que queria. Se eu não tivesse mudado, teria perdido minha vida.”

## Carreira no MMA

### Bellator MMA
Downey foi anteriormente agenciado pela Paradigm Sport Management e atualmente é representado pela SuckerPunch Entertainment. Downey anunciou pela primeira vez sua intenção de seguir carreira nas artes marciais mistas em 2018 e estava programado para fazer sua estreia amadora em 2019, em uma luta que acabou sendo cancelada. Downey chegou a ser cotado para fazer sua estreia profissional em 21 de maio de 2021, no evento Legacy Fighting Alliance em 2021, em uma luta na categoria peso-médio, mas a participação não se concretizou.
Em 6 de janeiro de 2022, foi anunciado que Downey havia assinado contrato com o Bellator MMA e que faria sua estreia ainda naquele ano. Downey estava programado para estrear no MMA contra Daniel Compton em 15 de abril de 2022, no Bellator 277. Após desenvolver a síndrome da pele vermelha, Downey foi forçado a se retirar do combate.
Downey fez sua estreia no MMA e no Bellator enfrentando Keyes Nelson, em 12 de agosto de 2022, no Bellator 284. Ele venceu a luta com um estrangulamento triângulo de braço aos 36 segundos do primeiro round.
Downey enfrentou Christian Echols em 9 de dezembro de 2022, no Bellator 289. Apesar de ser considerado favorito nas casas de apostas por quase 20 para 1, ele perdeu por nocaute no primeiro round.
Em fevereiro de 2023, foi anunciado que Downey havia sido dispensado do Bellator.

## Cartel no MMA
| Cartel no MMA |           |           |
| 0 luta        | 0 vitória | 0 derrota |

| Res.    | Cartel | Oponente         | Método                                           | Evento       | Data                  | Round | Tempo | Local                                   | Notas              |
| ------- | ------ | ---------------- | ------------------------------------------------ | ------------ | --------------------- | ----- | ----- | --------------------------------------- | ------------------ |
| Derrota | 1–1    | Christian Echols | Nocaute (socos)                                  | Bellator 289 | 9 de dezembro de 2022 | 1     | 2:27  | Uncasville, Connecticut, Estados Unidos |                    |
| Vitória | 1–0    | Keyes Nelson     | Finalização (estrangulamento triângulo de braço) | Bellator 284 | 12 de agosto de 2022  | 1     | 0:36  | Dakota do Sul, Estados Unidos           | Estréia Peso Médio |

## Carreira no submission grappling
Em fevereiro de 2020, Downey competiu em um evento especial onde enfrentou o frequentemente chamado de "Maior Grappler de Submission de Todos os Tempos" Gordon Ryan em duas lutas, uma com regras de wrestling e outra com regras de grappling. Na luta de grappling, o inexperiente Downey bateu após ser pego em uma meia nelson. Ele foi então escalado para enfrentar Nick Rodriguez sob regras de submission grappling em março, em uma revanche do combate de wrestling livre que tiveram em 2019, mas o evento foi cancelado devido à pandemia de COVID-19 nos Estados Unidos.
Downey retornou ao esporte no Subversiv 5, em 1º de maio de 2021, derrotando Rasheed Perez por decisão unânime e aplicando um suplex que entrou para os destaques do evento. Em seguida, Downey competiu no prestigioso Grand Prix de Peso Médio do Third Coast Grappling em 19 de junho, sendo eliminado na primeira luta pelo multicampeão mundial de faixas coloridas Pedro Marinho. Ele foi então programado para competir em um evento do Sub Spectrum em 14 de agosto, um dia após uma luta de wrestling contra Kyven Gadson, mas não compareceu a nenhum dos eventos.
Downey competiu na divisão acima de 80 kg do Craig Jones Invitational nos dias 16 e 17 de agosto de 2024. Ele derrotou Luke Rockhold por decisão na rodada de abertura e perdeu para Adam Bradly nas quartas de final, também por decisão. Após a performance, ele recebeu a primeira faixa na sua graduação de faixa-branca de jiu-jitsu brasileiro.
Downey participou do Campeonato Mundial Sem Kimono da IBJJF de 2024 como faixa-azul. Ele venceu todas as cinco lutas, mas foi desclassificado na final por conduta antidesportiva após uma briga com seu adversário. Como resultado, Downey foi suspenso de competições da IBJJF por cinco anos.
Downey enfrentou Andre Petroski no co-evento principal do Fury Pro Grappling 12 em 28 de dezembro de 2024. Ele venceu a luta por golden score na prorrogação. Downey participou do Mat Assassin Grand Prix em 19 de janeiro de 2025. Ele venceu suas duas primeiras lutas antes de ser finalizado na semifinal.
Downey foi escalado para enfrentar Deron Winn em uma superluta de submission grappling sem kimono no Spokane Submission Series 4, em 1º de março de 2025. Tanto Downey quanto Winn se retiraram do confronto.
Downey está programado para enfrentar Chris Weidman no Fury Pro Grappling 13, em 23 de maio de 2025.

## Histórico no submission grappling
| 3 lutas, 1 vitória, 2 derrotas (2 por finalização) |        |               |                                   |                          |           |            |                         |                                        |
| Resultado                                          | Cartel | Oponente      | Método                            | Evento                   | Divisão   | Tipo       | Ano                     | Local                                  |
| 2021 3CG Grand Prix IV DNP até 85 kg               |        |               |                                   |                          |           |            |                         |                                        |
| Derrota                                            | 1–2    | Pedro Marinho | Finalização (chave de calcanhar)  | 3CG 7: The Middleweights | 85 kg     | Sem kimono | 19 de junho de 2021     | Houston, Texas, Estados Unidos         |
| Vitória                                            | 1–1    | Rasheed Perez | Decisão (unânime)                 | Subversiv 5              | Superluta | Sem kimono | 2 de maio de 2021       | Miami, Flórida, Estados Unidos         |
| Derrota                                            | 0–1    | Gordon Ryan   | Finalização (meio-nélson potente) | BJJ Fanatics             | Superluta | Sem kimono | 29 de fevereiro de 2020 | Beverly, Massachusetts, Estados Unidos |

## Histórico no wrestling estilo livre
| Lutas no estilo livre sênior                                        | Lutas no estilo livre sênior                                        | Lutas no estilo livre sênior                                        | Lutas no estilo livre sênior                                        | Lutas no estilo livre sênior                                        | Lutas no estilo livre sênior                                        | Lutas no estilo livre sênior                                        |
| Res.                                                                | Cartel                                                              | Oponente                                                            | Pontuação                                                           | Data                                                                | Evento                                                              | Local                                                               |
| Seletivas Olímpicas dos Estados Unidos de 2020 – 4º lugar até 86 kg | Seletivas Olímpicas dos Estados Unidos de 2020 – 4º lugar até 86 kg | Seletivas Olímpicas dos Estados Unidos de 2020 – 4º lugar até 86 kg | Seletivas Olímpicas dos Estados Unidos de 2020 – 4º lugar até 86 kg | Seletivas Olímpicas dos Estados Unidos de 2020 – 4º lugar até 86 kg | Seletivas Olímpicas dos Estados Unidos de 2020 – 4º lugar até 86 kg | Seletivas Olímpicas dos Estados Unidos de 2020 – 4º lugar até 86 kg |
| ------------------------------------------------------------------- | ------------------------------------------------------------------- | ------------------------------------------------------------------- | ------------------------------------------------------------------- | ------------------------------------------------------------------- | ------------------------------------------------------------------- | ------------------------------------------------------------------- |
| Derrota                                                             | 61–40                                                               | Zahid Valencia                                                      | TF 1–11                                                             | 2–3 de abril de 2021                                                | Seletivas Olímpicas dos Estados Unidos de 2020                      | Fort Worth, Texas                                                   |
| Vitória                                                             | 61–39                                                               | Aaron Brooks                                                        | TF 11–0                                                             | 2–3 de abril de 2021                                                | Seletivas Olímpicas dos Estados Unidos de 2020                      | Fort Worth, Texas                                                   |
| Derrota                                                             | 60–39                                                               | Bo Nickal                                                           | TF 3–13                                                             | 2–3 de abril de 2021                                                | Seletivas Olímpicas dos Estados Unidos de 2020                      | Fort Worth, Texas                                                   |
| Ranking Series Matteo Pellicone 2021 – sem colocação até 92 kg      |                                                                     |                                                                     |                                                                     |                                                                     |                                                                     |                                                                     |
| Derrota                                                             | 60–38                                                               | Selim Yaşar                                                         | 1–6                                                                 | 7 de março de 2021                                                  | Matteo Pellicone Ranking Series 2021                                | Roma, Itália                                                        |
| Derrota                                                             | 60–37                                                               | Erhan Yaylacı                                                       | 2–11                                                                | 7 de março de 2021                                                  | Matteo Pellicone Ranking Series 2021                                | Roma, Itália                                                        |
| Vitória                                                             | 60–36                                                               | Gordon Ryan                                                         | TF 11–0                                                             | 29 de fevereiro de 2020                                             | 2020 BJJ Fanatics Grand Prix                                        | Beverly (Massachusetts)                                             |
| Grande Prêmio Ivan Yarygin 2020 – 14º lugar até 86 kg               |                                                                     |                                                                     |                                                                     |                                                                     |                                                                     |                                                                     |
| Derrota                                                             | 59–36                                                               | Soslan Ktsoyev                                                      | 6–6                                                                 | 23–26 de janeiro de 2020                                            | Golden Grand Prix Ivan Yarygin 2020                                 | Krasnoyarsk, Rússia                                                 |
| Ranking Series Matteo Pellicone 2020 até 86 kg                      |                                                                     |                                                                     |                                                                     |                                                                     |                                                                     |                                                                     |
| Vitória                                                             | 59–35                                                               | Illia Archaia                                                       | 13–7                                                                | 15–18 de janeiro de 2020                                            | Ranking Series Matteo Pellicone 2020                                | Roma, Itália                                                        |
| Derrota                                                             | 58–35                                                               | Alex Dieringer                                                      | 2–3                                                                 | 15–18 de janeiro de 2020                                            | Ranking Series Matteo Pellicone 2020                                | Roma, Itália                                                        |
| Vitória                                                             | 58–34                                                               | Ethan Ramos                                                         | 9–5                                                                 | 15–18 de janeiro de 2020                                            | Ranking Series Matteo Pellicone 2020                                | Roma, Itália                                                        |
| Vitória                                                             | 57–34                                                               | Osman Göcen                                                         | 12–5                                                                | 15–18 de janeiro de 2020                                            | Ranking Series Matteo Pellicone 2020                                | Roma, Itália                                                        |
| Vitória                                                             | 56–34                                                               | Nick Rodriguez                                                      | TF 12–0                                                             | 4–5 de outubro de 2019                                              | 2019 Who's Number One                                               | Iowa City, Iowa                                                     |
| Campeonato Mundial de 2019 – 9º lugar até 86 kg                     |                                                                     |                                                                     |                                                                     |                                                                     |                                                                     |                                                                     |
| Derrota                                                             | 55–34                                                               | Ahmed Dudarov                                                       | TF 0–13                                                             | 21–22 de setembro de 2019                                           | Campeonato Mundial de 2019                                          | Astana, Cazaquistão                                                 |
| Vitória                                                             | 55–33                                                               | Zbigniew Baranowski                                                 | 8–2                                                                 | 21–22 de setembro de 2019                                           | Campeonato Mundial de 2019                                          | Astana, Cazaquistão                                                 |
| Vitória                                                             | 54–33                                                               | Hovhannes Mkhitaryan                                                | TF 11–1                                                             | 21–22 de setembro de 2019                                           | Campeonato Mundial de 2019                                          | Astana, Cazaquistão                                                 |
| Jogos Pan-Americanos de 2019 até 86 kg                              |                                                                     |                                                                     |                                                                     |                                                                     |                                                                     |                                                                     |
| Vitória                                                             | 53–33                                                               | Alexander Moore                                                     | Queda                                                               | 10 de agosto de 2019                                                | Jogos Pan-Americanos de 2019                                        | Lima, Peru                                                          |
| Derrota                                                             | 52–33                                                               | Yurieski Torreblanca                                                | 2–7                                                                 | 10 de agosto de 2019                                                | Jogos Pan-Americanos de 2019                                        | Lima, Peru                                                          |
| Vitória                                                             | 52–32                                                               | Angus Arthur                                                        | TF 14–3                                                             | 10 de agosto de 2019                                                | Jogos Pan-Americanos de 2019                                        | Lima, Peru                                                          |
| Yasar Dogu 2019 – 5º lugar até 86 kg                                |                                                                     |                                                                     |                                                                     |                                                                     |                                                                     |                                                                     |
| Derrota                                                             | 51–32                                                               | Osman Göcen                                                         | 6–7                                                                 | 11–14 de julho de 2019                                              | Yasar Dogu International 2019                                       | Istambul, Turquia                                                   |
| Derrota                                                             | 51–31                                                               | Deepak Punia                                                        | 5–11                                                                | 11–14 de julho de 2019                                              | Yasar Dogu International 2019                                       | Istambul, Turquia                                                   |
| Seletivas da Equipe Mundial dos EUA 2019 até 86 kg                  |                                                                     |                                                                     |                                                                     |                                                                     |                                                                     |                                                                     |
| Vitória                                                             | 51–30                                                               | Nick Heflin                                                         | 4–0                                                                 | 17–19 de maio de 2019                                               | 2019 US World Team Trials Challenge                                 | Raleigh, Carolina do Norte                                          |
| Vitória                                                             | 50–30                                                               | Nick Heflin                                                         | 6–2                                                                 | 17–19 de maio de 2019                                               | 2019 US World Team Trials Challenge                                 | Raleigh, Carolina do Norte                                          |
| US Open 2019 até 86 kg                                              |                                                                     |                                                                     |                                                                     |                                                                     |                                                                     |                                                                     |
| Vitória                                                             | 49–30                                                               | Nick Heflin                                                         | 10–4                                                                | 24–27 de abril de 2019                                              | 2019 US Open National Championships                                 | Las Vegas, Nevada                                                   |
| Vitória                                                             | 48–30                                                               | Myles Martin                                                        | 9–7                                                                 | 24–27 de abril de 2019                                              | 2019 US Open National Championships                                 | Las Vegas, Nevada                                                   |
| Vitória                                                             | 47–30                                                               | Kenneth Courts                                                      | 9–4                                                                 | 24–27 de abril de 2019                                              | 2019 US Open National Championships                                 | Las Vegas, Nevada                                                   |
| Vitória                                                             | 46–30                                                               | Kevin Parker                                                        | Queda                                                               | 24–27 de abril de 2019                                              | 2019 US Open National Championships                                 | Las Vegas, Nevada                                                   |
| Vitória                                                             | 45–30                                                               | Pat Romero                                                          | TF 13–0                                                             | 24–27 de abril de 2019                                              | 2019 US Open National Championships                                 | Las Vegas, Nevada                                                   |
| Vitória                                                             | 44–30                                                               | Cameron Caffey                                                      | 10–4                                                                | 24–27 de abril de 2019                                              | 2019 US Open National Championships                                 | Las Vegas, Nevada                                                   |
| Granma y Cerro Pelado 2019 – 7º lugar até 86 kg                     |                                                                     |                                                                     |                                                                     |                                                                     |                                                                     |                                                                     |
| Derrota                                                             | 43–30                                                               | Yorli Jimenez                                                       |                                                                     | 15–23 de fevereiro de 2019                                          | Granma y Cerro Pelado International 2019                            | Havana, Cuba                                                        |
| Derrota                                                             | 43–29                                                               | Yurieski Torreblanca                                                |                                                                     | 15–23 de fevereiro de 2019                                          | Granma y Cerro Pelado International 2019                            | Havana, Cuba                                                        |
| 2019 Dave Schultz M. International até 86 kg                        |                                                                     |                                                                     |                                                                     |                                                                     |                                                                     |                                                                     |
| Vitória                                                             | 43–28                                                               | Kenneth Courts                                                      | TF 12–2                                                             | 24–26 de janeiro de 2019                                            | Dave Schultz Memorial International 2019                            | Colorado Springs, Colorado                                          |
| Vitória                                                             | 42–28                                                               | Brett Pfarr                                                         | 7–4                                                                 | 24–26 de janeiro de 2019                                            | Dave Schultz Memorial International 2019                            | Colorado Springs, Colorado                                          |
| Vitória                                                             | 41–28                                                               | Josh Asper                                                          | 6–4                                                                 | 24–26 de janeiro de 2019                                            | Dave Schultz Memorial International 2019                            | Colorado Springs, Colorado                                          |
| 2018 Alany International 12º lugar até 86 kg                        |                                                                     |                                                                     |                                                                     |                                                                     |                                                                     |                                                                     |
| Derrota                                                             | 40–28                                                               | Slavik Naniev                                                       | 4–7                                                                 | 7–9 de dezembro de 2018                                             | Alany International 2018                                            | Vladikavkaz, Rússia                                                 |
| 2018 US World Team Trials 4º lugar até 86 kg                        |                                                                     |                                                                     |                                                                     |                                                                     |                                                                     |                                                                     |
| Derrota                                                             | 40–27                                                               | Richard Perry                                                       | 4–7                                                                 | 23 de julho de 2018                                                 | US World Team Trials 2018 – Disputa de Terceiro Lugar               | Bethlehem, Pensilvânia                                              |
| Vitória                                                             | 40–26                                                               | Joe Rau                                                             | 7–0                                                                 | 18–20 de maio de 2018                                               | US World Team Trials Challenge 2018                                 | Rochester, Minnesota                                                |
| Vitória                                                             | 39–26                                                               | Ryan McWatters                                                      | 10–5                                                                | 18–20 de maio de 2018                                               | US World Team Trials Challenge 2018                                 | Rochester, Minnesota                                                |
| Derrota                                                             | 38–26                                                               | Joe Rau                                                             | 2–7                                                                 | 18–20 de maio de 2018                                               | US World Team Trials Challenge 2018                                 | Rochester, Minnesota                                                |
| 2018 US Open 7º lugar até 86 kg                                     |                                                                     |                                                                     |                                                                     |                                                                     |                                                                     |                                                                     |
| Vitória                                                             | 38–25                                                               | Brandon Supernaw                                                    | TF 10–0                                                             | 24–28 de abril de 2018                                              | US Open National Championships 2018                                 | Las Vegas, Nevada                                                   |
| Derrota                                                             | 37–25                                                               | Nick Reenan                                                         | Queda                                                               | 24–28 de abril de 2018                                              | US Open National Championships 2018                                 | Las Vegas, Nevada                                                   |
| Vitória                                                             | 37–24                                                               | Noe Garcia                                                          | Queda                                                               | 24–28 de abril de 2018                                              | US Open National Championships 2018                                 | Las Vegas, Nevada                                                   |
| Vitória                                                             | 36–24                                                               | Anthony Lodermeier                                                  | TF 12–2                                                             | 24–28 de abril de 2018                                              | US Open National Championships 2018                                 | Las Vegas, Nevada                                                   |
| Derrota                                                             | 35–24                                                               | Dominic Ducharme                                                    | 10–18                                                               | 24–28 de abril de 2018                                              | US Open National Championships 2018                                 | Las Vegas, Nevada                                                   |
| 2017 Dave Schultz M. Invitational até 86 kg                         |                                                                     |                                                                     |                                                                     |                                                                     |                                                                     |                                                                     |
| Vitória                                                             | 35–23                                                               | Takahiro Murayama                                                   | TF 10–0                                                             | 1–4 de novembro de 2017                                             | Dave Schultz Memorial Invitational 2017                             | Colorado Springs, Colorado                                          |
| Derrota                                                             | 34–23                                                               | Richard Perry                                                       | 1–2                                                                 | 1–4 de novembro de 2017                                             | Dave Schultz Memorial Invitational 2017                             | Colorado Springs, Colorado                                          |
| Vitória                                                             | 34–22                                                               | Kim Gwan-uk                                                         | 2–1                                                                 | 1–4 de novembro de 2017                                             | Dave Schultz Memorial Invitational 2017                             | Colorado Springs, Colorado                                          |
| Derrota                                                             | 33–22                                                               | Aleksander Musalaliev                                               | 2–3                                                                 | 1–4 de novembro de 2017                                             | Dave Schultz Memorial Invitational 2017                             | Colorado Springs, Colorado                                          |
| 2017 US World Team Trials – não colocado até 86 kg                  |                                                                     |                                                                     |                                                                     |                                                                     |                                                                     |                                                                     |
| Derrota                                                             | 43–29                                                               | Yurieski Torreblanca                                                |                                                                     |                                                                     |                                                                     |                                                                     |
| 2019 Dave Schultz M. International nos 86 kg                        |                                                                     |                                                                     |                                                                     |                                                                     |                                                                     |                                                                     |
| Vitória                                                             | 43–28                                                               | Kenneth Courts                                                      | PT 12–2                                                             | 24–26 de janeiro de 2019                                            | Dave Schultz Memorial International 2019                            | Colorado Springs, Colorado, Estados Unidos                          |
| Vitória                                                             | 42–28                                                               | Brett Pfarr                                                         | 7–4                                                                 | 24–26 de janeiro de 2019                                            | Dave Schultz Memorial International 2019                            | Colorado Springs, Colorado, Estados Unidos                          |
| Vitória                                                             | 41–28                                                               | Josh Asper                                                          | 6–4                                                                 | 24–26 de janeiro de 2019                                            | Dave Schultz Memorial International 2019                            | Colorado Springs, Colorado, Estados Unidos                          |
| 2018 Alany International 12º nos 86 kg                              |                                                                     |                                                                     |                                                                     |                                                                     |                                                                     |                                                                     |
| Derrota                                                             | 40–28                                                               | Slavik Naniev                                                       | 4–7                                                                 | 7–9 de dezembro de 2018                                             | Alany International 2018                                            | Vladikavkaz, Rússia                                                 |
| 2018 US World Team Trials 4º nos 86 kg                              |                                                                     |                                                                     |                                                                     |                                                                     |                                                                     |                                                                     |
| Derrota                                                             | 40–27                                                               | Richard Perry                                                       | 4–7                                                                 | 23 de julho de 2018                                                 | US World Team Trials 2018 – Terceiro lugar verdadeiro               | [[Bethlehem (Pensilvânia)\|Bethlehem, Pensilvânia, Estados Unidos   |
| Vitória                                                             | 40–26                                                               | Joe Rau                                                             | 7–0                                                                 | 18–20 de maio de 2018                                               | US World Team Trials Challenge 2018                                 | Rochester,Minnesota, Estados Unidos                                 |
| Vitória                                                             | 39–26                                                               | Ryan McWatters                                                      | 10–5                                                                | 18–20 de maio de 2018                                               | US World Team Trials Challenge 2018                                 | Rochester,Minnesota, Estados Unidos                                 |
| Derrota                                                             | 38–26                                                               | Joe Rau                                                             | 2–7                                                                 | 18–20 de maio de 2018                                               | US World Team Trials Challenge 2018                                 | Rochester,Minnesota, Estados Unidos                                 |
| 2018 US Open 7º nos 86 kg                                           |                                                                     |                                                                     |                                                                     |                                                                     |                                                                     |                                                                     |
| Vitória                                                             | 38–25                                                               | Brandon Supernaw                                                    | PT 10–0                                                             | 24–28 de abril de 2018                                              | US Open National Championships 2018                                 | Las Vegas, Nevada, Estados Unidos                                   |
| Derrota                                                             | 37–25                                                               | Nick Reenan                                                         | Queda                                                               | 24–28 de abril de 2018                                              | US Open National Championships 2018                                 | Las Vegas, Nevada, Estados Unidos                                   |
| Vitória                                                             | 37–24                                                               | Noe Garcia                                                          | Queda                                                               | 24–28 de abril de 2018                                              | US Open National Championships 2018                                 | Las Vegas, Nevada, Estados Unidos                                   |
| Vitória                                                             | 36–24                                                               | Anthony Lodermeier                                                  | PT 12–2                                                             | 24–28 de abril de 2018                                              | US Open National Championships 2018                                 | Las Vegas, Nevada, Estados Unidos                                   |
| Derrota                                                             | 35–24                                                               | Dominic Ducharme                                                    | 10–18                                                               | 24–28 de abril de 2018                                              | US Open National Championships 2018                                 | Las Vegas, Nevada, Estados Unidos                                   |
| 2017 Dave Schultz M. Invitational nos 86 kg                         |                                                                     |                                                                     |                                                                     |                                                                     |                                                                     |                                                                     |
| Vitória                                                             | 35–23                                                               | Takahiro Murayama                                                   | PT 10–0                                                             | 1–4 de novembro de 2017                                             | Dave Schultz Memorial Invitational 2017                             | Colorado Springs, Colorado, Estados Unidos                          |
| Derrota                                                             | 34–23                                                               | Richard Perry                                                       | 1–2                                                                 | 1–4 de novembro de 2017                                             | Dave Schultz Memorial Invitational 2017                             | Colorado Springs, Colorado, Estados Unidos                          |
| Vitória                                                             | 34–22                                                               | Kim Gwan-uk                                                         | 2–1                                                                 | 1–4 de novembro de 2017                                             | Dave Schultz Memorial Invitational 2017                             | Colorado Springs, Colorado, Estados Unidos                          |
| Derrota                                                             | 33–22                                                               | Aleksander Musalaliev                                               | 2–3                                                                 | 1–4 de novembro de 2017                                             | Dave Schultz Memorial Invitational 2017                             | Colorado Springs, Colorado, Estados Unidos                          |
| 2017 US World Team Trials – Não colocado nos 86 kg                  |                                                                     |                                                                     |                                                                     |                                                                     |                                                                     |                                                                     |
| Derrota                                                             | 33–21                                                               | Austin Trotman                                                      | 5–14                                                                | 9–10 de junho de 2017                                               | US World Team Trials Challenge 2017                                 | Lincoln, Nebraska, Estados Unidos                                   |
| Derrota                                                             | 33–20                                                               | David Taylor                                                        | PT 0–10                                                             | 9–10 de junho de 2017                                               | US World Team Trials Challenge 2017                                 | Lincoln, Nebraska, Estados Unidos                                   |
| Vitória                                                             | 33–19                                                               | Kyle Crutchmer                                                      | PT 14–1                                                             | 9–10 de junho de 2017                                               | US World Team Trials Challenge 2017                                 | Lincoln, Nebraska, Estados Unidos                                   |
| 2017 US Open 5º nos 86 kg                                           |                                                                     |                                                                     |                                                                     |                                                                     |                                                                     |                                                                     |
| Vitória                                                             | 32–19                                                               | Kyle Crutchmer                                                      | 7–3                                                                 | 26–29 de abril de 2017                                              | US Open National Championships 2017                                 | Las Vegas, Nevada, Estados Unidos                                   |
| Derrota                                                             | 31–19                                                               | Bo Nickal                                                           | PT 2–12                                                             | 26–29 de abril de 2017                                              | US Open National Championships 2017                                 | Las Vegas, Nevada, Estados Unidos                                   |
| Vitória                                                             | 31–18                                                               | Gabe Dean                                                           | 7–6                                                                 | 26–29 de abril de 2017                                              | US Open National Championships 2017                                 | Las Vegas, Nevada, Estados Unidos                                   |
| Vitória                                                             | 30–18                                                               | Josh Asper                                                          | 7–2                                                                 | 26–29 de abril de 2017                                              | US Open National Championships 2017                                 | Las Vegas, Nevada, Estados Unidos                                   |
| Derrota                                                             | 29–18                                                               | David Taylor                                                        | PT 0–10                                                             | 26–29 de abril de 2017                                              | US Open National Championships 2017                                 | Las Vegas, Nevada, Estados Unidos                                   |
| Vitória                                                             | 29–17                                                               | Peter Renda                                                         | 9–6                                                                 | 26–29 de abril de 2017                                              | US Open National Championships 2017                                 | Las Vegas, Nevada, Estados Unidos                                   |
| Vitória                                                             | 28–17                                                               | Ryan McWatters                                                      | PT 14–4                                                             | 26–29 de abril de 2017                                              | US Open National Championships 2017                                 | Las Vegas, Nevada, Estados Unidos                                   |
| Vitória                                                             | 27–17                                                               | Vic Avery                                                           | 6–4                                                                 | 26–29 de abril de 2017                                              | US Open National Championships 2017                                 | Las Vegas, Nevada, Estados Unidos                                   |
| Vitória                                                             | 19–12                                                               | Montrail Johnson                                                    | TF 10–0                                                             |                                                                     |                                                                     |                                                                     |
| Vitória                                                             | 18–12                                                               | Nicholas Veling                                                     | TF 12–2                                                             |                                                                     |                                                                     |                                                                     |
| Vitória                                                             | 17–12                                                               | Lawrence Thomas                                                     | 8–4                                                                 |                                                                     |                                                                     |                                                                     |
| 2015 Northern Plains DNP at 86 kg                                   |                                                                     |                                                                     |                                                                     |                                                                     |                                                                     |                                                                     |
| Derrota                                                             | 16–12                                                               | Victor Terrell                                                      | 3–7                                                                 | May 14–16, 2015                                                     | 2015 Northern Plains Regional Championships                         | Waterloo, Iowa                                                      |
| Vitória                                                             | 16–11                                                               | Cody Caldwell                                                       | TF 12–1                                                             | May 14–16, 2015                                                     | 2015 Northern Plains Regional Championships                         | Waterloo, Iowa                                                      |
| Vitória                                                             | 15–11                                                               | Dane Pestano                                                        | TF 10–0                                                             | May 14–16, 2015                                                     | 2015 Northern Plains Regional Championships                         | Waterloo, Iowa                                                      |
| 2015 ASICS US Nationals DNP at 86 kg                                |                                                                     |                                                                     |                                                                     |                                                                     |                                                                     |                                                                     |
| Derrota                                                             | 14–11                                                               | Richard Perry                                                       | Queda                                                               | May 5–9, 2015                                                       | 2015 ASICS US Senior Nationals                                      | Las Vegas, Nevada                                                   |
| Vitória                                                             | 14–10                                                               | Robert Hamlin                                                       | 6–5                                                                 | May 5–9, 2015                                                       | 2015 ASICS US Senior Nationals                                      | Las Vegas, Nevada                                                   |
| Vitória                                                             | 13–10                                                               | Adam Fierro                                                         | 7–2                                                                 | May 5–9, 2015                                                       | 2015 ASICS US Senior Nationals                                      | Las Vegas, Nevada                                                   |
| Derrota                                                             | 12–10                                                               | Deron Winn                                                          | 1–7                                                                 | May 5–9, 2015                                                       | 2015 ASICS US Senior Nationals                                      | Las Vegas, Nevada                                                   |
| Vitória                                                             | 12–9                                                                | Quentin Wright                                                      | Queda                                                               | May 5–9, 2015                                                       | 2015 ASICS US Senior Nationals                                      | Las Vegas, Nevada                                                   |
| 2014 US World Team Trials DNP at 86 kg                              |                                                                     |                                                                     |                                                                     |                                                                     |                                                                     |                                                                     |
| Derrota                                                             | 11–9                                                                | Enock Francois                                                      | Queda                                                               | May 29 – June 1, 2014                                               | 2014 US World Team Trials                                           | Madison, Wisconsin                                                  |
| Derrota                                                             | 11–8                                                                | Robert Hamlin                                                       | 4–7                                                                 | May 29 – June 1, 2014                                               | 2014 US World Team Trials                                           | Madison, Wisconsin                                                  |
| 2014 University Nationals 6th at 86 kg                              |                                                                     |                                                                     |                                                                     |                                                                     |                                                                     |                                                                     |
| Derrota                                                             | 11–7                                                                | Chris Perry                                                         | 4–10                                                                | May 22–25, 2014                                                     | 2014 US University National Championships                           | Akron, Ohio                                                         |
| Vitória                                                             | 11–6                                                                | John Lampe                                                          | TF 10–0                                                             | May 22–25, 2014                                                     | 2014 US University National Championships                           | Akron, Ohio                                                         |
| Vitória                                                             | 10–6                                                                | Kenneth Courts                                                      | 17–13                                                               | May 22–25, 2014                                                     | 2014 US University National Championships                           | Akron, Ohio                                                         |
| Vitória                                                             | 9–6                                                                 | Rory Bonner                                                         | TF 11–1                                                             | May 22–25, 2014                                                     | 2014 US University National Championships                           | Akron, Ohio                                                         |
| Vitória                                                             | 8–6                                                                 | Trent Noon                                                          | 6–4                                                                 | May 22–25, 2014                                                     | 2014 US University National Championships                           | Akron, Ohio                                                         |
| 2014 Northern Plains Regionals at 86 kg                             |                                                                     |                                                                     |                                                                     |                                                                     |                                                                     |                                                                     |
| Vitória                                                             | 7–6                                                                 | Bruce Toal                                                          | TF 11–1                                                             | May 8–10, 2014                                                      | 2014 Northern Plains Regional Championships                         | Waterloo, Iowa                                                      |
| Vitória                                                             | 6–6                                                                 | Justin Koethe                                                       | TF 11–0                                                             | May 8–10, 2014                                                      | 2014 Northern Plains Regional Championships                         | Waterloo, Iowa                                                      |
| Vitória                                                             | 5–6                                                                 | Dan Olsen                                                           | Queda                                                               | May 8–10, 2014                                                      | 2014 Northern Plains Regional Championships                         | Waterloo, Iowa                                                      |
| 2012 NYAC International sem colocação até 84 kg                     |                                                                     |                                                                     |                                                                     |                                                                     |                                                                     |                                                                     |
| Derrota                                                             | 4–6                                                                 | Tamerlan Tagziev                                                    | 0–5, 0–5                                                            | November 8–10, 2012                                                 | 2012 NYAC Holiday International Open                                | Nova Iorque                                                         |
| Vitória                                                             | 4–5                                                                 | Mathieu Deschatelets                                                | 4–1, 6–0                                                            | November 8–10, 2012                                                 | 2012 NYAC Holiday International Open                                | Nova Iorque                                                         |
| Derrota                                                             | 3–5                                                                 | Selim Yaşar                                                         | 0–3, 2–1, 0–1                                                       | November 8–10, 2012                                                 | 2012 NYAC Holiday International Open                                | Nova Iorque                                                         |
| 2011 US OTT Qualifier sem colocação até 84 kg                       |                                                                     |                                                                     |                                                                     |                                                                     |                                                                     |                                                                     |
| Derrota                                                             | 3–4                                                                 | Evan Brown                                                          | 1–0, 0–1, 0–4                                                       | December 3, 2011                                                    | 2011 US Olympic Team Trials Qualifier                               | Las Vegas, Nevada                                                   |
| Vitória                                                             | 3–3                                                                 | Cody Powers                                                         | Finalização                                                         | December 3, 2011                                                    | 2011 US Olympic Team Trials Qualifier                               | Las Vegas, Nevada                                                   |
| Derrota                                                             | 2–3                                                                 | Kamaru Usman                                                        | 1–1, 3–3, 0–4                                                       | December 3, 2011                                                    | 2011 US Olympic Team Trials Qualifier                               | Las Vegas, Nevada                                                   |
| 2011 NYAC International DNP at 84 kg                                |                                                                     |                                                                     |                                                                     |                                                                     |                                                                     |                                                                     |
| Derrota                                                             | 2–2                                                                 | Kurt Brenner                                                        | 1–3, 4–0, 3–5                                                       | 11–13 de novembro de 2011                                           | 2011 NYAC Holiday International Open                                | Cidade de Nova Iorque, Nova Iorque                                  |
| Vitória                                                             | 2–1                                                                 | Eyad Abujaradeh                                                     | 1–0, 5–0                                                            | 11–13 de novembro de 2011                                           | 2011 NYAC Holiday International Open                                | Cidade de Nova Iorque, Nova Iorque                                  |
| Derrota                                                             | 1–1                                                                 | Bryce Hasseman                                                      | 1–1, 0–4                                                            | 11–13 de novembro de 2011                                           | 2011 NYAC Holiday International Open                                | Cidade de Nova Iorque, Nova Iorque                                  |
| Vitória                                                             | 1–0                                                                 | Nathanael Ackerman                                                  | 1–0, 4–3                                                            | 11–13 de novembro de 2011                                           | 2011 NYAC Holiday International Open                                | Cidade de Nova Iorque, Nova Iorque                                  |

## Histórico no NCAA
| Vitória                                                                 | 17–4 | Drew Foster     | 9–5              | 20 de janeiro de 2017   | Northern Iowa – Iowa State Dual                      |
| Vitória                                                                 | 16–4 | Daniel Chaid    | 6–4              | 14 de janeiro de 2017   | Iowa State – North Carolina Dual                     |
| Vitória                                                                 | 15–4 | Conner Small    | MD 19–7          | 6 de janeiro de 2017    | Arizona State – Iowa State Dual                      |
| Vitória                                                                 | 14–4 | Casey Crawford  | Finalização      | 13 de novembro de 2016  | Harold Nichols Open                                  |
| Vitória                                                                 | 13–4 | Tyler McNutt    | Finalização      | 6 de novembro de 2016   | Iowa State – North Dakota State Dual                 |
| Vitória                                                                 | 12–4 | Nate Rotert     | 8–6              | 4 de novembro de 2016   | Iowa State – South Dakota State Dual                 |
| Início da temporada 2016-2017 (junior year)                             |      |                 |                  |                         |                                                      |
| Fim da temporada 2015-2016 (sophomore year)                             |      |                 |                  |                         |                                                      |
| Campeonato de Wrestling da Divisão I da NCAA de 2016 5º lugar até 89 kg |      |                 |                  |                         |                                                      |
| Vitória                                                                 | 11–4 | Jared Haught    | Finalização      | 15–17 de março de 2016  | Campeonato de Wrestling da Divisão I da NCAA de 2016 |
| Derrota                                                                 | 10–4 | Nathan Burak    | SV-1 1–3         | 15–17 de março de 2016  | Campeonato de Wrestling da Divisão I da NCAA de 2016 |
| Vitória                                                                 | 10–3 | Brett Harner    | 3–2              | 15–17 de março de 2016  | Campeonato de Wrestling da Divisão I da NCAA de 2016 |
| Vitória                                                                 | 9–3  | Shawn Scott     | 5–3              | 15–17 de março de 2016  | Campeonato de Wrestling da Divisão I da NCAA de 2016 |
| Derrota                                                                 | 8–3  | Brett Pfarr     | MD 3–12          | 15–17 de março de 2016  | Campeonato de Wrestling da Divisão I da NCAA de 2016 |
| Vitória                                                                 | 8–2  | Jared Haught    | TB-1 Finalização | 15–17 de março de 2016  | Campeonato de Wrestling da Divisão I da NCAA de 2016 |
| Vitória                                                                 | 7–2  | Phil Wellington | SV-1 3–1         | 15–17 de março de 2016  | Campeonato de Wrestling da Divisão I da NCAA de 2016 |
| Campeonato da Big 12 de 2016 no peso 197 lb (89 kg)                     |      |                 |                  |                         |                                                      |
| Vitória                                                                 | 6–2  | Trent Noon      | 3–1              | 3–6 de março de 2016    | Campeonato da Big 12 de 2016                         |
| Vitória                                                                 | 5–2  | Derek Thomas    | 4–1              | 3–6 de março de 2016    | Campeonato da Big 12 de 2016                         |
| Derrota                                                                 | 4–2  | Preston Weigel  | 2–6              | 3–6 de março de 2016    | Campeonato da Big 12 de 2016                         |
| Vitória                                                                 | 4–1  | Jake Smith      | 4–1              | 3–6 de março de 2016    | Campeonato da Big 12 de 2016                         |
| Vitória                                                                 | 3–1  | Brad Johnson    | 8–5              | 3–6 de março de 2016    | Campeonato da Big 12 de 2016                         |
| Derrota                                                                 | 2–1  | Brett Pfarr     | MD 1–12          | 19 de fevereiro de 2016 | Iowa State – Minnesota Dual                          |
| Vitória                                                                 | 2–0  | Bubba Scheffel  | 5–4              | 14 de fevereiro de 2016 | West Virginia – Iowa State Dual                      |
| Vitória                                                                 | 1–0  | Cody Krumwiede  | 5–2              | 5 de fevereiro de 2016  | Iowa State – Northern Iowa Dual                      |
| Início da temporada 2015-2016 (sophomore year)                          |      |                 |                  |                         |                                                      |
| Fim da temporada 2014-2015 (freshman year)                              |      |                 |                  |                         |                                                      |

### Estatísticas
| Temporada | Ano       | Escola                         | Colocação  | Categoria de peso | Cartel | Aproveitamento de vitórias | Aproveitamento de bônus |
| --------- | --------- | ------------------------------ | ---------- | ----------------- | ------ | -------------------------- | ----------------------- |
| 2017      | Junior    | Universidade Estadual de Iowa  | #7 (DNQ)   | 84 kg             | 7–0    | 100,00%                    | 57,14%                  |
| 2016      | Sophomore | Universidade Estadual de Iowa  | #5 (5º)    | 89 kg             | 11–4   | 73,33%                     | 13,33%                  |
| 2015      | Freshman  | Iowa Central Community College | #1 (NJCAA) | 89 kg             | 10–1   | 90,91%                     | 36,36%                  |
| Carreira  | Carreira  | Carreira                       | Carreira   | Carreira          | 28–5   | 84,85%                     | 30,30%                  |